# Europeiska unionens litteraturpris
European unionens litteraturpris (engelska: The European Union Prize for Literature) utdelas av Europeiska unionen sedan 2009.
Varje år väljs en tredjedel av de deltagande länderna ut för att få en pristagare, det vill säga ett tiotal länder. En nationell jury i varje land utser en nationell pristagare. Varje pristagare får 5 000 euro samt översättningsstöd för sina böcker. Namnen på vinnarna offentliggörs under perioden september–november och prisutdelning sker under perioden oktober–november.

## Deltagande länder
- De 28 medlemsstaterna i Europeiska unionen
- De tre länderna i Europeiska ekonomiska samarbetsområdet: Norge, Island och Liechtenstein
- De fyra kandidatländerna för medlemskap i EU: Turkiet, Montenegro, Makedonien och Serbien
- Det möjliga EU-kandidatlandet Bosnien och Hercegovina

## 2009
- Frankrike: Emmanuelle Pagano, Les Adolescents troglodytes
- Irland: Karen Gillece, Longshore Drift
- Italien: Daniele Del Giudice, Orizzonte mobile
- Kroatien: Mila Pavićević, Djevojčica od leda i druge bajke
- Litauen: Laura Sintija Cerniauskaité, Kvėpavimas ¡ marmurą
- Norge: Carl Frode Tiller, Innsirkling
- Polen: Jacek Dukaj, Lód
- Portugal: Dulce Maria Cardoso, Os Meus Sentimentos
- Slovakien: Pavol Rankov, Stalo sa prvého septembra (alebo inokedy)
- Sverige: Helena Henschen, I skuggan av ett brott
- Ungern: Szécsi Noémi, Kommunista Monte Cristo
- Österrike: Paulus Hochgatterer, Die Suesse des Lebens

## 2010
- Belgien: Peter Terrin, De Bewaker
- Cypern: Myrto Azina Chronides, To Peirama
- Danmark: Adda Djørup, Den mindste modstand
- Estland: Tiit Aleksejev, Palveränd
- Finland: Riku Korhonen, Lääkäriromaani
- Luxemburg: Jean Back, Amateur
- Makedonien: Goce Smilevski, Сестрата на Зигмунд Фројд
- Rumänien: Răzvan Rădulescu, Teodosie cel Mic
- Slovenien: Nataša Kramberger, Nebesa v robidah: roman v zgodbah
- Spanien: Raquel Martínez-Gómez, Sombras de unicornio
- Tyskland: Iris Hanika, Das Eigentliche

## 2011
- Bulgarien: Kalin Terziyski, Има ли кой да ви обича
- Grekland: Kostas Hatziantoniou, Agrigento
- Island: Ófeigur Sigurðsson, Jon
- Lettland: Inga Zolude, Mierinājums Ādama kokam
- Liechtenstein: Iren Nigg, Man wortet sich die Orte selbst
- Malta: Immanuel Mifsud, Fl-Isem tal-Missier (tal-iben)
- Montenegro: Andrej Nikolaidis, Sin
- Nederländerna: Rodaan Al Galidi, De autist en de postduif
- Serbien: Jelena Lengold, Vašarski Mađioničar
- Tjeckien: Tomáš Zmeškal, Milostný dopis klínovým písmem
- Turkiet: Çiler İlhan, Sürgün
- Storbritannien: Adam Foulds, The Quickening Maze

## 2012
- Frankrike: Laurence Plazenet, L’amour Seul
- Italien: Emanuele Trevi, Qualcosa di Scritto
- Kroatien: Lada Žigo, Rulet
- Litauen: Giedra Radvilavičiūtė, Siąnakt aš Miegosiu Prie Sienos
- Norge: Gunstein Bakke, Maud og Aud: Ein Roman om Trafikk
- Polen: Piotr Paziński, Pensjonat
- Portugal: Afonso Cruz, A Boneca de Kokoschka
- Slovakien: Jana Beňová, Cafe Hyena: Plán odprevádzania
- Sverige: Sara Mannheimer, Handlingen
- Ungern: Viktor Horváth, Török Tükör
- Österrike: Anna Kim, Die gefrorene Zeit

## 2013
- Belgien: Isabelle Wéry, Marilyn Désossée
- Bosnien och Hercegovina: Faruk Šehić, Knjiga o Uni
- Cypern: Emilios Solomou, Hμερολóγιο μιας απιστίας
- Danmark: Kristian Bang Foss, Døden kører audi
- Estland: Meelis Friedenthal, Mesilased
- Finland: Katri Lipson, Jäätelökauppias
- Luxemburg: Tullio Forgiarini, Amok – Eng Lëtzebuerger Liebeschronik
- Makedonien: Lidija Dimkovska, РЕЗЕРВЕН ЖИВОТ
- Rumänien: Ioana Pârvulescu, Viaţa începe vineri
- Slovenien: Gabriela Babnik, Sušna doba
- Spanien: Cristian Crusat, Breve teoría del viaje y el desierto
- Tyskland: Marica Bodrožić, Kirschholz und alte Gefühle

## 2014
- Albanien: Ben Blushi, Otello, Arapi i Vlorës
- Bulgarien: Milen Ruskov, Възвишение
- Grekland: Makis Tsitas, Μάρτυς μου ο Θεός
- Island: Oddný Eir, Jarðnæði
- Lettland: Janis Jonevs, Jelgava '94
- Liechtenstein: Armin Öhri, Die dunkle Muse: Historischer Kriminalroman
- Malta: Pierre J. Mejlak, Dak li l-Lejl Iħallik Tgħid
- Montenegro: Ognjen Spahić, 'Puna glava radosti
- Nederländerna: Marente de Moor, De Nederlandse maagd
- Serbien: Uglješa Šajtinac, Sasvim skromni darovi
- Storbritannien: Evie Wyld, All the Birds, Singing
- Tjeckien: Jan Němec, Dějiny světla
- Turkiet: Birgül Oğuz, Hah

## 2015
- Frankrike: Gaëlle Josse, Le dernier gardien d’Ellis Island
- Irland: Donal Ryan, The Spinning Heart
- Italien: Lorenzo Amurri, Apnea
- Kroatien: Luka Bekavac, Viljevo
- Litauen: Undinė Radzevičiūtė, Žuvys ir drakonai
- Norge: Ida Hegazi Høyer, Unnskyld
- Polen: Magdalena Parys, Magik
- Portugal: David Machado, Índice Médio de Felicidade
- Slovakien: Svetlana Zuchova, Obrazy zo života M.
- Sverige: Sara Stridsberg, Beckomberga – ode till min familj
- Ungern: Edina Szvoren, Nincs, és ne is legyen
- Österrike: Carolina Schutti, Einmal muss ich über weiches Gras gelaufen sein

## 2016
- Belgien: Christophe Van Gerrewey, Op de Hoogte
- Bosnien och Hercegovina: Tanja Stupar-Trifunović, Satovi u majčinoj sobi
- Cypern: Antonis Georgiou, Ένα Άλπουμ Ιστορίες
- Danmark: Bjørn Rasmussen, Huden er det elastiske hylster der omgiver hele legemet
- Estland: Paavo Matsin, Gogoli disko
- Finland: Selja Ahava, Taivaalta tippuvat asiat
- Luxemburg: Gast Groeber, All Dag verstoppt en aneren
- Makedonien: Nenad Joldeski, Секој со своето езеро
- Rumänien: Claudiu M. Florian, Vârstele jocului – Strada Cetăţii
- Slovenien: Jasmin B. Frelih, Na/pol
- Spanien: Jesús Carrasco, La tierra que pisamos
- Tyskland: Benedict Wells, Vom Ende der Einsamkeit

## 2017
- Albanien: Rudi Erebara, Epika e yjeve të mëngjesit
- Bulgarien: Ina Vultchanova, Остров Крах
- Grekland: Kallia Papadaki, Δενδρίτες
- Island: Halldóra K. Thoroddsen, Tvöfalt gler
- Lettland: Osvalds Zebris, Gaiļu kalna ēnā
- Malta: Walid Nabhan, L-Eżodu taċ-Ċikonji
- Montenegro: Aleksandar Bečanović, Arcueil
- Nederländerna: Jamal Ouariachi, Een Honger
- Serbien: Darko Tuševljaković, Jaz
- Storbritannien: Sunjeev Sahota, The Year of the Runaways
- Tjeckien: Bianca Bellová, Jezero
- Turkiet: Sine Ergün, Baştankara